# Gabriel Naudé
Pour les articles homonymes, voir Naudé.
Gabriel Naudé, né le 2 février 1600 à Paris et mort le 10 juillet 1653 à Abbeville, est un bibliothécaire français, un lettré et libertin érudit, un théoricien de la raison d'État et un polymathe.

## Biographie

### Enfance et études
Gabriel Naudé naît au début du mois de février 1600 dans la paroisse Saint-Méry à Paris. Élevé dans une famille relativement modeste, ses parents s'efforcent de lui offrir la meilleure éducation possible pour satisfaire sa soif de connaissance et son goût précoce pour la lecture. Son père Gilles Naudé possède un petit office au bureau des finances ; sa mère Marguerite Descamin ne sait pas lire. Son oncle en revanche, Pierre Nodé, s'est élevé grâce à l'Église : appartenant à l'ordre des Minimes, il préside plusieurs années le chapitre de Paris.
Dès son jeune âge, Naudé intègre une communauté religieuse où il apprend les bases du latin et les principes du christianisme. Il étudie successivement dans les meilleurs collèges de Paris (collège du cardinal-Lemoine, collège d'Harcourt, collège de Navarre et collège de Montaigu) grâce au soutien financier de Gabriel de Guénégaud, trésorier de l'Épargne et parrain du garçon. À Navarre, il suit les cours du sceptique Pierre Belurgey, dont il avouera qu'ils l'ont beaucoup marqué en l'ouvrant à la critique des superstitions. Belurgey est prisé par son élève pour ses cours de rhétorique, sa passion pour les figures de Homère et d'Aristote et son indifférence quant aux religions. L'aristotélicien Jean-Cécile Frey participe également à la formation philosophique du jeune Naudé au collège de Montaigu, où il donne des cours de philosophie naturelle en y abordant les curiosités nouvelles de l'époque comme la cosmographie, le celtisme et l'ésotérisme.
Naudé lit les auteurs tant modernes qu'anciens, dit particulièrement apprécier Jean Bodin, Michel de Montaigne et Pierre Charron. À force de recopier dans ses carnets de nombreux textes qu'il n'a pas les moyens d'acheter, il se constitue rapidement une petite bibliothèque personnelle. Après l'obtention de son titre de maître ès arts, il fréquente le collège de Clermont où il suit les cours des jésuites Denis Pétau et Nicolas Caussin. Son entourage lui conseille de tenter d'obtenir le titre de docteur en théologie — l'Église demeurant le meilleur moyen de s'établir socialement pour un jeune issu d'une famille modeste — mais Naudé choisit finalement la médecine, lui qui préfère « […] les réalités aux subtilités théologiques ». C'est au cours de ces études qu'il rencontre un jeune homme qui demeure son ami sa vie entière, Guy Patin.

### Carrière
La réputation de Naudé s'établit rapidement. Sa très grande culture encyclopédique et son talent de bibliographe sont reconnus et il publie en 1620, à ses frais, en signant « G.N.P. » Le Marfore ou Discours contre les libelles. Dans cet opuscule, il prend la défense du connétable de Luynes contre les pamphlets qui l'attaquent : sa très bonne connaissance des textes anciens lui permet d'utiliser de très nombreuses citations afin de s'opposer aux démagogues qui ruinent l'autorité du roi, « volent et desrobent la bonne renommée de leur prince, aigrissent les esprits de ses peuples contre luy et taschent par ces pommes de discorde de les preparer à une gigantomachie et rébellion manifeste, ou comme ces hommes de Cadmus à se ruiner eux mesmes par tumultes et seditions ».
Aussi est-il appelé en 1622 par Henri de Mesmes, président à mortier au parlement de Paris pour s'occuper de sa bibliothèque privée, une des plus belles de l'époque, riche de huit mille volumes, dont de nombreux manuscrits latins et grecs. À cette occasion, il rencontre des penseurs comme Grotius. En 1626, il part à Padoue, capitale de l’aristotélisme et du libertinage érudit. La mort de son père, en 1627, l’oblige à rentrer à Paris. Il reprend ses études de médecine et ses fonctions de bibliothécaire auprès du président de Mesmes. C’est pour lui qu’il publie un Advis pour dresser une bibliothèque. Il est introduit dans le cercle de Jacques Dupuy, lettré érudit. C’est là qu’il rencontre de nombreux esprits libres (libertins érudits), comme La Mothe Le Vayer et Gassendi. Tous se reconnaissent des maîtres communs : Cicéron, Sénèque, Pline, Plutarque, Montaigne, Charron, et partagent la même hostilité à l’intrusion du surnaturel dans les sciences, que ce soit celui de la métaphysique chrétienne ou celui de l’occultisme et de la magie. Dans cet esprit, ils soutiennent des hommes comme Galilée ou Campanella.

En 1628, Naudé est élu par la faculté de médecine de Paris pour accomplir un discours d’apparat en latin. Prenant la forme d’une commémoration élogieuse, ce discours que l’on nommait la paranymphe était d’usage à la fin du parcours des candidats à la licence. Charles-Augustin Sainte-Beuve raconte l’événement dans son livre dédié à la vie de Gabriel Naudé : 

« Avant de leur décerner le bonnet doctoral ou, comme on disait, le laurier, et de les lancer dans le monde, la Faculté, en bonne mère, les faisait louer et préconiser en public. Ils étaient neuf cette fois, parmi lesquels des noms plus tard célèbres, Brayer, Guenaut, Rainssant. »

La harangue de Naudé se démarque si bien à côté des huit autres panégyriques qu’elle est immédiatement publiée sous le nom De antiquitate et dignitate scholae medicae Parisiensis panegyris.
En 1631, Naudé est engagé comme bibliothécaire par le cardinal Bagni, qui l’emmène, avec Bouchard, à Rome. Au début de 1632, Naudé est coopté membre de l'Accademia degli Umoristi sur proposition d'Allacci, et se lie d'amitié avec plusieurs érudits italiens, entre autres, Cassiano dal Pozzo, Giovan Battista Doni, Secondo Lancellotti, Luigi Novarini.
En 1633, il obtient son doctorat de médecine à Padoue ; en cette occasion Allacci compose, pour faire honneur à Naudé, un poème grec publié avec des traductions latines de Bartolomeo Tortoletti et Giovanni Argoli sous le titre Iatro-Laurea Gabrielis Naudaei Parisini … inaugurata graeco carmine.
Le doctorat lui permet, en 1633, d’avoir le titre de médecin ordinaire de Louis XIII.
Le cardinal Bagni meurt en 1641. En 1642, Naudé quitte Rome pour Paris et entre bientôt au service de Mazarin : il consacre alors l’essentiel de son temps à la bibliothèque de son nouveau maître. Fréquentant aussi bien les arrière-boutiques poussiéreuses de fripiers que les bibliothèques de l'Europe entière pour acheter des ouvrages, cette activité lui vaut le surnom de « grand ramassier » de livres. Naudé réussit, à partir de rien, à créer une bibliothèque de 40 000 volumes, en partie dispersée pendant la Fronde, puis reconstituée par le successeur de Naudé après 1653, François de La Poterie, bibliothèque finalement léguée au Collège des Quatre-Nations et réduite à 29 200 ouvrages,.
En 1652, la reine de Suède, Christine, l’appelle à son service. Il part, le 21 juillet 1652, rejoindre la cour de Stockholm. Et il se met au travail pour ordonner la bibliothèque de la reine. Mais la rudesse du climat l’oblige à partir. Saisi par les fièvres, il s’arrête à Abbeville où il meurt, le 29 juillet 1653.
En 1639, Gabriel Naudé fit paraître son ouvrage Considérations politiques sur les coups d’État, petit traité de machiavélisme appliqué (destiné au cardinal Bagni, son patron du moment), qui fut publié, de manière confidentielle, à Rome : une douzaine d'exemplaires, suivant l'auteur lui-même, mais sans doute un peu plus. Une seconde édition parut en 1667.

Naudé y explique que les « coups d'État » peuvent 

« marcher sous la même définition que nous avons déjà donnée aux maximes et à la raison d'État, qu'elles sont un excès du droit commun, à cause du bien public, ou pour m'étendre un peu davantage en français, des actions hardies et extraordinaires que les princes sont contraints d'exécuter aux affaires difficiles et comme désespérées, contre le droit commun, sans garder même aucun ordre ni forme de justice, hasardant l'intérêt du particulier, pour le bien du public. »

Il développe plusieurs exemples, en particulier celui du massacre de la Saint-Barthélemy, pour illustrer sa définition du « coup d'État ». Il juge que le massacre ordonné par le roi Charles IX était « très juste, et très remarquable », de la même façon qu’il justifie le meurtre des Guise à Blois en 1588, ces deux événements formant d’après lui des modèles de coups d’État.

Si la Saint Barthélemy est un modèle de « coup d'État », c'est un modèle imparfait, parce que le massacre n’a « été fait qu’à demi », puisqu'il n’a pas éliminé tous les huguenots : « il ne faut jamais rien entreprendre si on ne le veut achever ». Et Naudé utilise alors une métaphore organiciste et médicale, souvent employée pour définir le « corps de l’État » : « Il fallait imiter les chirurgiens experts, qui pendant que la veine est ouverte, tirent du sang jusques aux défaillances, pour nettoyer les corps cacochymes de leurs mauvaises humeurs […]. Ce n’est rien de bien partir […]. La fin règle toujours le commencement […]. Pouvait-il arriver un plus grand bien à la France que celui de la ruine totale des protestants ? » Pour justifier cette argumentation, il relativise la comptabilité macabre du massacre en le comparant à d’autres massacres, bien plus terribles, bien plus sanglants : « César se vante d’avoir fait mourir un million cent quatre-vingt dix mille hommes en ses guerres étrangères ». Et il évoque même une forme de record : « Les Espagnols du Nouveau Monde, avec plus de 7 millions d’habitants morts. » Et il ajoute que « l’effusion de sang [de la Saint-Barthélemy] qu’on dit y avoir été prodigieuse, elle n’égalait pas celle des journées de Coutras, de Saint-Denis, de Moncontour. » Son argumentation est claire : l'extermination des protestants aurait arrêté net les guerres de religion. Sa thèse est que le massacre ayant été incomplet, les guerres de religion ont continué, provoquant plus de morts et de désastres encore : 

« La saint-Barthélemy, pour n’avoir pas été exécutée comme il fallait, non seulement n’apaisa pas la guerre au sujet de laquelle elle avait été faite, mais en excita une autre encore plus dangereuse. »

Gabriel Naudé dresse aussi, dans ce livre, le tableau des « inventions et supercheries » où le religieux et le politique se confondent dans la manipulation du peuple : « et pour parler premièrement de l'érection, si nous considérons quels ont esté les commencemens de toutes les monarchies, nous trouverons toujours qu'elles ont commencé par quelques-unes de ces inventions et supercheries en faisant marcher la Religion et les miracles en teste d'une longue suite de barbaries et de cruautez ». Et si les impostures réussissent, explique-t-il, c'est que le peuple est « stupide » et « sot ». Aussi le Prince doit-il mentir à son peuple ; 

« [il doit] le manier et persuader par belles paroles, le séduire et tromper par les apparences, le gagner et tourner à ses desseins par des prédicateurs et miracles sous prétexte de sainteté, ou par le moyen de bonnes plumes, en leur faisant faire des livrets clandestins, des manifestes, apologies et déclarations artistement composées, pour le mener par le nez, et lui faire approuver ou condamner sur l'étiquette du sac tout ce qu'il contient […]. »

## Une postérité dans le monde du livre
Gabriel Naudé occupe une place centrale dans l'histoire des bibliothèques et de la bibliophilie. D'abord, par la publication, en 1627, de son Advis pour dresser une bibliothèque. Naudé, « l'homme de France qui avoit le plus de lecture » (Bayle), le futur bibliothécaire de Mazarin, celui, aussi, qui enseigna, plus tard, le classement et le maniement des livres à Leibniz, est le premier théoricien d'une bibliothèque systématiquement organisée. Il constate que l'intérêt des « sçavants » s'est déplacé vers «la Morale et la Politique », c'est-à-dire vers les deux sciences du gouvernement d'une société civile. Il recommande un classement thématique pour les livres : « […] le plus facile, le moins intrigué, le plus naturel, usité, et qui suit les Facultez de Théologie, Médecine, Jurisprudence, Histoire, Philosophie, Mathématiques, Humanitez et autres […]. »
Outre cette méthode de classement intellectuel, l’Advis est un traité où Naudé manifeste plusieurs autres préoccupations bibliothéconomiques dont la question de la constitution et de la gestion des collections : choisir les meilleures éditions possible, sans limites idéologiques ou religieuses. Si l’on a souvent tendance à réduire l’ouvrage à ces aspects, il importe de mentionner que l’Advis est aussi — et surtout — un traité de la bibliothèque docte. Cet ouvrage constituerait donc moins l’acte fondateur des bibliothèques publiques que celui d’un lieu destiné spécialement au cercle des savants. La bibliothèque idéalisée par Naudé est en ce sens un lieu où les esprits forts pourront exercer leur raison. Où ils se libéreront des fausses opinions et des idoles, en allant courageusement vers la connaissance dans une autonomie intellectuelle complète. Bien avant celui qui sera institué par Kant, leur devoir consistera même à établir un « tribunal de la raison » contre les auteurs et les doctrines, en vue de dégager des jugements. À la différence de ces esprits forts, Naudé conçoit les esprits faibles comme étant « […] submergés par les passions et par les impulsions irrationnelles ». Comme ceux qui « […] s’amusent après les fictions et les romans […] ».
Robert Damien a bien mis en valeur l'originalité de la réflexion bibliophilique de Gabriel Naudé, contenue, non seulement dans son Advis pour dresser une bibliothèque, mais, aussi dans sa Bibliographia politica (1633) : la bibliothèque fonde, en effet, une civilité nouvelle, une civilité laïque du savoir, car le projet biblio-politique de Naudé a été de « substituer à l'autorité spirituelle de l'Église l'autorité bibliographique de cette "machine" culturelle qu'est la bibliothèque. » Cette laïcité d'un savoir neuf ne peut se concevoir indépendamment d'un État fort dont Naudé fut à la fois, parallèlement, l'apologiste et le « technicien », en expliquant au roi absolu le fonctionnement des « coups d'État » dont la Saint Barthélemy fut un modèle (voir ses Considérations politiques sur les coups d'État, publiées, à Rome, en 1639). Naudé propose au prince un répertoire des livres utiles et opératoires dans l'exercice de la souveraineté : sa « bibliothèque politique » est l'instrument préparatoire de tout conseil, le préalable à toute action ; elle lui fournit les assises intellectuelles de la pratique de l'autorité laquelle ne devrait pas hésiter, le cas échéant à recourir à « l'extraordinaire » ou même à « l'abject » pour parvenir à ses fins dans le cadre d'une raison d'Etat.
Enfin, et ce n'est pas le moindre des paradoxes : la solidarité et la réciprocité nécessaires entre l'État absolu et la bibliothèque publique et universelle, ont permis la naissance de la raison critique. Institutionnaliser l'accès au livre, explique Robert Damien, en organiser le fonctionnement public, c'est introduire le droit de savoir : « son projet, alors, s'inscrit dans une contradiction entre public et privé qui est au cœur même de l'âge moderne. L'État, lui seul, comme puissance publique, pourra en sauvegarder l'indépendance, en protéger l'universelle tolérance de tous les textes. » Et voici le cœur du paradoxe : l'État absolu a permis l'émergence d'un nouvel espace social de savoir, un milieu autonome de connaissances savantes. Accédant aux instruments de légitimation, pourquoi les sujets ne deviendraient-ils pas, à leur tour, comme le prince, les maîtres de la décision ? « La matrice bibliothécaire forme le lecteur et accouchera de l'électeur ! »
Infatigable bibliophile, Gabriel Naudé fut aussi responsable de la bibliothèque de Mazarin : « je fais ce que je puis et peut estre davantage pour mettre la bibliothèque a sa perfection », écrivait-il, en 1646, à l'un de ses amis. De 1644 à 1647, Naudé parcourut successivement les Flandres, l'Italie, la Suisse, la Rhénanie, la Hollande et l'Angleterre et il rapporta de ces voyages bibliographiques un nombre impressionnant d'ouvrages, souvent rares (notamment la Bible de Gutemberg, éditée à Nuremberg en 1455) : 14 000 d'Italie et de Suisse, 4 000, « tant manuscrits qu'imprimés » d'Allemagne. En 1648, la bibliothèque comptait entre 35 000 et 40 000 volumes et elle était, sans doute, à cette date, la plus importante d'Europe.
En 1651 et 1652, les Frondeurs ordonnèrent la mise en vente de ses livres et de ses meubles. Le 30 janvier 1652, Guy Patin écrivait : « on vend toujours ici la bibliothèque de ce rouge tyran [Mazarin] ; 16 000 volumes en sont déjà sortis ; il n'en reste plus que 24 000. Tout Paris y va, comme à la procession. »
Pourtant, l'immense fortune, l'immense collection furent vite reconstituées : pour la seule bibliothèque du cardinal, au 1er janvier 1654, près de dix mille livres avaient déjà été récupérés. Il s’agit aujourd’hui du noyau du très riche fonds de la bibliothèque Mazarine, qui fut ouverte au public en 1689.

## Œuvres principales
- Le Marfore, ou Discours contre les libelles. Quæ tanta insaniæ, cives ?, Paris, L. Boulenger, 1620, 22 p. ; signé En ligne sur Gallica ; réédition Gabriel Los, Paris, Paris-Zanzibar, 1997, 94 p.  (ISBN 2-911314-07-7))
- Instruction à la France sur la vérité de l'histoire des Frères de la Roze-Croix… Paris, François Julliot, 1623 ; édition avec introduction et notes de Didier Kahn, Paris, Champion, 2009
- Advis pour dresser une bibliothèque. Première édition en 1627, réédition en 1644. Édition contemporaine chez Klincksieck, 1994. - 164 p. Reproduction de l'exemplaire de la bibliothèque Sainte-Geneviève, Paris  (ISBN 2-252-02730-4) (en ligne)
- Addition à l'histoire de Louis XI. Première édition en 1630. Édition contemporaine chez Fayard, 1999. - 196 p. ; (Corpus des œuvres de philosophie en langue française) D'après le texte de la 1re éd. (1630)  (ISBN 2-213-60179-8)
- Discours sur les divers incendies du Mont Vésuve et particulièrement sur le dernier qui commença le 16 décembre 1631, Paris, 1631
- Bibliographia Politica, Venise, 1633
- Science des princes, ou Considérations politiques sur les coups-d'état ; première édition en 1639 ; deuxième édition en 1667 lire en ligne ; réédition en 1988, Éditions de Paris, avec une préface de Louis Marin, « Pour une théorie baroque de l'action politique »
- Science des princes, ou Considerations politiques sur les Coups d’État. Avec les réflexions historiques, morales, chrétiennes, & politiques. De L. D. M. C. S. D. S. E. D. M.  tome 1, 1752, 356 p. (lire en ligne) & tome 2, 1752, 480 p. (lire en ligne)Les Réflexions Historiques… seraient dues à Louis du May, Conseiller et Secrétaire du Sérénissime Électeur de Mayence comme pourraient l'indiquer les initiales du titre.
- Adieu à ses amis lorsqu'il sortit d'Italie, Padoue, 1645
- Quinque quaestionum latro-philologicarum, Paris, Chouet, 1647
- Causae Kempenses conjectio pro curia Romana, Paris, Cramoisy, 1651 (lire en ligne)
- Recueil d'éloges faits pour Pierre du Pui après sa mort, 1651
- Apologie pour tous les grands personnages qui ont esté faussement soupçonnez de magie. 1625, La Haye, Chez Adrian Vlac, 1653. Édition in Libertins du XVIIe siècle, t. I, Gallimard, coll. « Bibliothèque de la Pléiade », 1824 p.
- Bibliographia Militaris. In germania primum edita cura G. Schubarti Iéna, Officina Nisiana, 1683. Première Édition séparée de cet ouvrage consacré aux livres sur la guerre et l'art militaire
- Naudaean et Patiniana ou Singularitez Remarquables, Prises Des Conversations De Mess. Naudé & Guy Patin. Seconde Édition revüe, corrigée & augmentée d'Additions au Naudæana qui ne sont point dans l'Édition de Paris. Amsterdam, François vander Plaats, 1703
- Mémoire confidentiel adressé à Mazarin. Après la mort du cardinal de Richelieu Publié d'après le manuscrit autographe et inédit par Alfred Franklin.